# 泛音唱法
泛音唱法（英語：overtone singing），又称泛音咏唱（overtone chanting）或喉音唱法（throat singing），雙聲唱法，複音唱法，一种歌唱技法。歌手通过操控空气从肺部经声带到嘴唇产生共振，使得在聲帶只發出一個基本音的情況下，产生數條泛音旋律，就像唱出雙音一樣。一般認為泛音唱法起源於蒙古。